# Distretto di Zėrėg
Il distretto di Zėrėg è uno dei diciassette distretti (sum) in cui è suddivisa la provincia di Hovd, in Mongolia. Conta una popolazione di 2.727 abitanti (censimento 2010). 